# Рукшана Капали
Рукшана Капали (нев. रुक्शना कपाली, род. 1999, Лалитпур, Багмати-Прадеш) — неварская активистка, живущая в Непале. Капали выступает за права интерсексуалов и ЛГБТ, а также за защиту культуры и языка своего народа. Её судебное дело относительно её права идентифицировать себя как женщину, а не как представителя третьего пола, было передано в Верховный суд Непала, и в ноябре 2023 года суд вынес решение в её пользу.

## Ранняя жизнь и образование
Рукшана Капали родилась в 1999 году в Патане, Непал. Её семья — невары, и она выросла, разговаривая дома на неварском языке, а не на непальском.
При рождении Капали была приписана к мужскому полу, но в школе она сменила документы на женское имя. Во время обучения на бакалавра гуманитарных наук по лингвистике и социологии в кампусе Tri-Chandra Multiple Campus в Катманду она столкнулась с трудностями при регистрации на экзамены из-за смены имени и стала активисткой движения за права человека и трансгендерных персон.

## Активизм и карьера
Придерживаясь интерсекционального подхода, Капали проводила кампанию по проблемам интерсексуалов и ЛГБТ, а также за защиту культуры и языка народа невар. Она совместно с другими людьми из долины Катманду основала Queer Youth Group, ведёт блог о своей активистской деятельности и пишет на тему PoMSOGIESC (People of Marginalised Sexual Orientation, Gender Identity, Gender Expression and Sex Characteristics — Люди маргинализированной сексуальной ориентации, гендерной идентичности, гендерного самовыражения и половых характеристик). Её протесты освещались такими средствами массовой информации, как The Kathmandu Post.
В 2021 году Капали обратилась в Верховный суд Непала, чтобы отстоять свое право идентифицировать себя как женщину, а не как человека третьего пола, как её заставили сделать власти. В ноябре 2023 года суд сообщил Капали, что она права, прежде чем вынести письменное решение. В ноябре 2023 года она вошла в список 100 женщин Би-би-си.
В октябре 2024 года Капали была включена в список самых влиятельных восходящих лидеров мира TIME 100 Next.